# Mailto

mailto는 이메일 주소를 위한 통합 자원 식별자(URI) 스킴이다. 이메일 클라이언트로의 복사 및 입력 과정 없이 사용자들이 특정한 주소로 전자 우편을 보낼 수 있도록 웹사이트의 하이퍼링크를 만들기 위해 사용된다. RFC 2368에 처음 정의되어 1998년 7월에 출판되었고, RFC 6068에 사소한 개선이 추가되어 2010년 10월 출판되었다.

## 예
HTML 문서에 "mailto"을 사용하면 이메일을 보내기 위한 링크를 생성한다:
```
<
a
 
href
=
"mailto:someone@example.com"
>
Send email
</
a
>

```

헤더의 초기값(예: 제목, 참조 등)과 메시지 본문을 URL에 지정할 수도 있다. 빈 값, 캐리지 리턴, 라인피드는 넣을 수 없으므로 퍼센트 인코딩처리되어야 한다.
```
<
a
 
href
=
"mailto:someone@example.com?subject=This%20is%20the%20subject&cc=someone_else@example.com&body=This%20is%20the%20body"
>
Send email
</
a
>

```

여러 개의 주소를 지정할 수도 있다:
```
<
a
 
href
=
"mailto:someone@example.com,someoneelse@example.com"
>
Send email
</
a
>

```

주소를 생략할 수도 있다:
```
<
a
 
href
=
"mailto:?to=&subject=mailto%20with%20examples&body=https://en.wikipedia.org/wiki/Mailto"
>
Share this knowledge...
</
a
>

```